# Gare de Panevėžys
 (août 2023).
Si vous disposez d'ouvrages ou d'articles de référence ou si vous connaissez des sites web de qualité traitant du thème abordé ici, merci de compléter l'article en donnant les références utiles à sa vérifiabilité et en les liant à la section « Notes et références ».
La gare de Panevėžys  (en lituanien : Panevėžio geležinkelio stotis) est une gare ferroviaire située à Panevėžys en Lituanie.

## Situation ferroviaire
Elle est reliée à Gustonys, (Apskritis de Panevėžys), Panevėžys, Kaubariškis (Municipalité du district de Panevėžys) et Taruškos (Municipalité du district de Panevėžys).

## Histoire

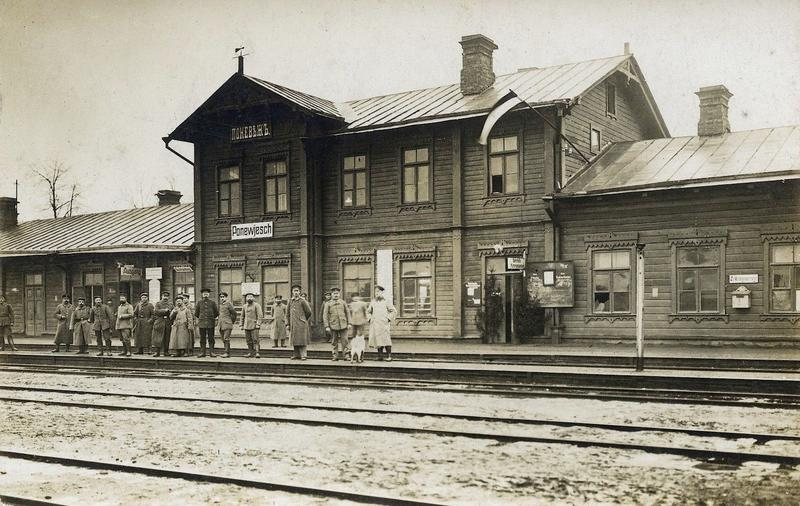
La gare en 1916.

La gare est construite en 1863.

## Service des marchandises

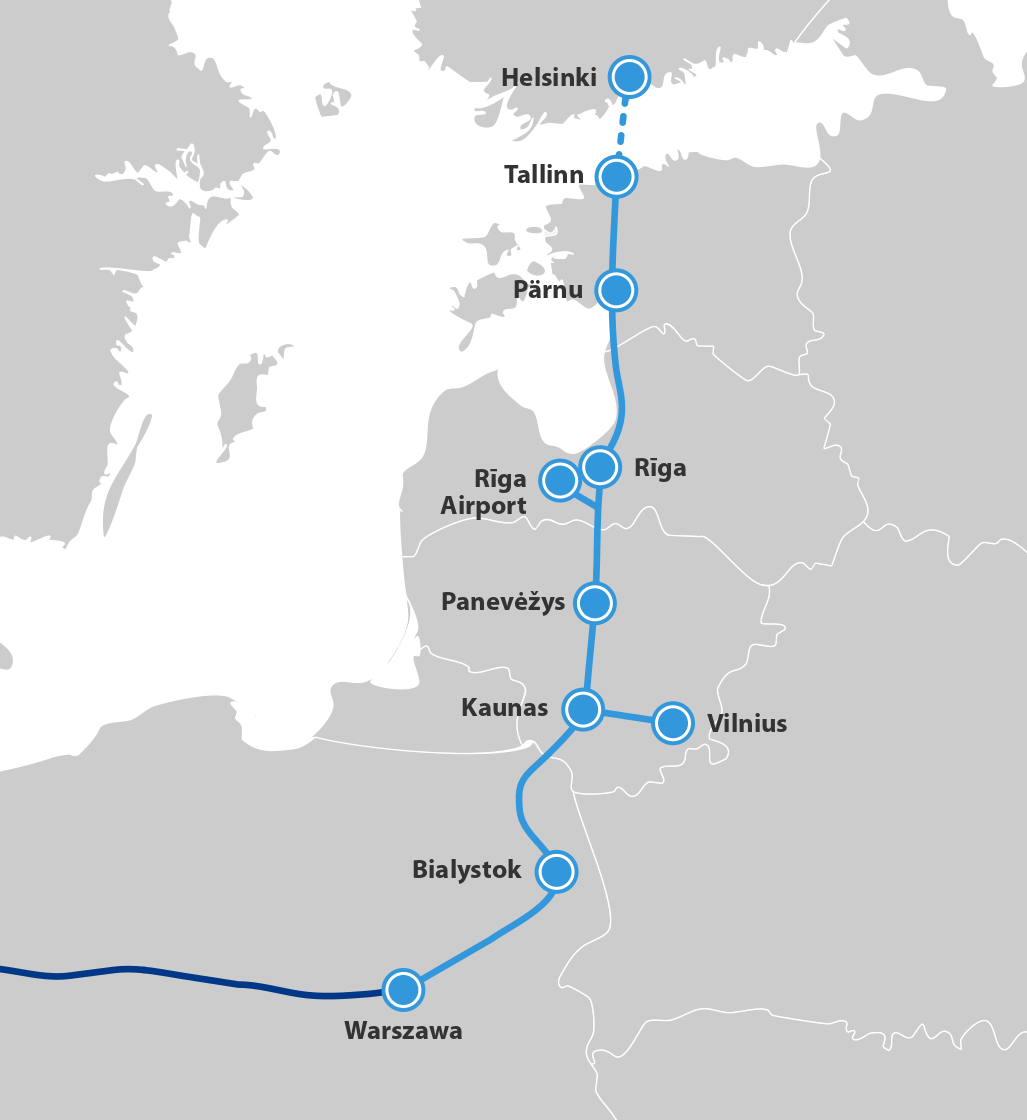
La gare sur Rail Baltica.

Elle fait partie du projet Rail Baltica et donc posséder des voies avec l'écartement de 1425 et de 1525. Une autre ligne de chemin de fer à écartement réduit la relie aux petites villes d'Anykščiai et Biržai : cette ligne est classée monument historique et exploitée à des fins touristiques.